# Mayacnephia
Mayacnephia is een muggengeslacht uit de familie van de kriebelmuggen (Simuliidae).

## Soorten
- M. osborni (Stains and Knowlton, 1943)
- M. stewarti (Coleman, 1953)